# Krištof 04
Krištof 04 (také Krištof 4, dříve Krištof 08, česky Kryštof 08) je volací znak a všeobecně rozšířené označení vrtulníku a základny letecké záchranné služby v Košickém kraji na Slovensku. Letecká záchranná služba byla v Košicích poprvé do provozu uvedena 1. srpna 1990. Jednalo se o osmou stanici letecké záchranné služby na území Československa, která byla uvedena do provozu. Prvním provozovatelem byl státní podnik Slov-Air, který pro potřeby letecké záchranné služby používal sovětské vrtulníky Mil Mi-2. V současné době je provozovatelem základny a vrtulníku společnost Air - Transport Europe (ATE), která leteckou záchrannou službu zajišťuje jako nestátní zdravotnické zařízení. Společnost ATE převzala provoz této stanice 1. ledna 2006, ačkoliv na provozu letecké záchranné služby se společnost ATE podílela ve spolupráci se Záchrannou službou Košice už od roku 1990. Zpočátku používala stroje Mil Mi-2, Eurocopter AS 355N Ecureuil 2 a Mil Mi-8, od srpna 2003 jsou používány pro leteckou záchrannou službu moderní dvoumotorové vrtulníky Agusta A109K2. Provoz stanice je nepřetržitý.
Při vzniku stanice v roce 1990 nesl vrtulník volací znak Krištof 08 (česky Kryštof 08). Poté, co společnost ATE převzala provoz letecké záchranné služby na všech stanicích na Slovensku, se volací znak změnil na Krištof 04.